# Notaticus obscurus
Notaticus obscurus là một loài bọ cánh cứng trong họ Bọ nước. Loài này được García & Navarro miêu tả khoa học năm 2001.